# Episodi di Into the Badlands (seconda stagione)
La seconda stagione della serie televisiva Into the Badlands, composta da dieci episodi, è stata trasmessa in prima visione assoluta negli Stati Uniti d'America da AMC dal 19 marzo al 21 maggio 2017.
In Italia, la stagione è andata in onda in prima visione satellitare su MTV, canale a pagamento della piattaforma Sky, dal 23 aprile al 25 giugno 2017.
| nº | Titolo originale             | Titolo italiano             | Prima TV USA   | Prima TV Italia |
| -- | ---------------------------- | --------------------------- | -------------- | --------------- |
| 1  | Tiger Pushes Mountain        | La tigre spinge la montagna | 19 marzo 2017  | 23 aprile 2017  |
| 2  | Force of Eagle's Claw        | Un raggio di sole           | 26 marzo 2017  | 30 aprile 2017  |
| 3  | Red Sun, Silver Moon         | Sole rosso, luna d'argento  | 2 aprile 2017  | 7 maggio 2017   |
| 4  | Palm of the Iron Fox         | Il conclave                 | 9 aprile 2017  | 14 maggio 2017  |
| 5  | Monkey Leaps Through Mist    | Il fantasma di Ryder        | 16 aprile 2017 | 21 maggio 2017  |
| 6  | Leopard Stalks in Snow       | Cinico baratto              | 23 aprile 2017 | 28 maggio 2017  |
| 7  | Black Heart, White Mountain  | La bussola                  | 30 aprile 2017 | 4 giugno 2017   |
| 8  | Sting of the Scorpion's Tail | Alleanze strategiche        | 7 maggio 2017  | 11 giugno 2017  |
| 9  | Nightingale Sings No More    | Il libro e la bussola       | 14 maggio 2017 | 18 giugno 2017  |
| 10 | Wolf's Breath, Dragon Fire   | Scelta forzata              | 21 maggio 2017 | 25 giugno 2017  |